# پال ریتر
پال ریتر (۲۰ دسامبر ۱۹۶۶)یک هنرپیشه انگلیسی بود. او بیشتر شهرت خود را بخاطر بازی در فیلم‌های ذره ای آرامش، پسر رمبو، هری پاتر و شاهزاده دورگه، و عقاب، و همچنین چند مجموعه‌های تلویزیونی از جمله پنهان، آرزوهای بزرگ، ورا، شام شب جمعه، توت توخالی، چرنوبیل و به عنوان بازیگر مهمان در آخرین پادشاهی به دست آورد.
بازی‌های ریتر در سریال‌ها شامل نقشی در سریال هیچ جا نبود، سریال تلویزیونی فطرت، نمایش کمدی می‌زنیم کنار، نقش پیستول در قسمت دوم هنری ۴ در بی‌بی‌سی ۲ از نمایشنامه‌های ویلیام شکسپیر، نقش بازیگردان در بی‌بی‌سی یک برای سریال جاسوسی درام با موضوع جنگ سرد، به اسم بازی. روزنامه تلگراف، ریتر را «بازیگری» توصیف کرد که خیلی زود به یکی از بزرگترین بازیگرها تبدیل می‌شود. وی در ۵ آوریل سال ۲۰۲۱ به دلیل تومور مغزی درگذشت.